# 琴蓋爾

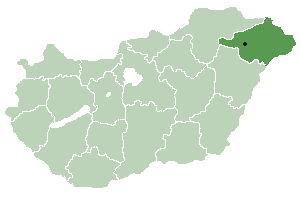

琴蓋爾（匈牙利語：Csenger）是匈牙利的城鎮，位於該國東北部索梅什河畔，由索博爾奇-索特馬爾-貝拉格州負責管轄，面積36.16平方公里，2011年人口4,753，其中約七成居民信奉基督教。

## 友好城市
- 羅馬尼亞韋蒂什
- 羅馬尼亞內格雷什蒂瓦什
- 羅馬尼亞科瓦斯納
- 羅馬尼亞特什納德
- 德国豪恩斯泰因

47°50′N 22°41′E / 47.833°N 22.683°E